# Tariq Nasheed
Tariq Nasheed (nascido em 1 de julho), também conhecido como Tariq Elite, King Flex, e K-Flex, é um produtor de filmes e personalidade norte-americano.
Os livros de Nasheed sobre como conquistar mulheres incluem The Mack' Within, The Elite Way, e The Art of Mackin'. Nasheed também já escreveu dois livros de autoajuda para mulheres: Play or Be Played: What Every Female Should Know About Men, Dating, and Relationships e The Art of Gold Digging.

## Carreira cinematográfica

### Documentários
Nasheed produziu um documentário sobre a história do Haiti chamado 1804: The Hidden History of Haiti, lançado no outono de 2017.

#### SérieHidden Colors
Nasheed produziu em 2011 o documentário Hidden Colors, sobre a história dos povos africanos e aborígenes. O filme teve um lançamento limitado nos cinemas dos Estados Unidos antes de ser disponibilizado em DVD. O segundo filme da série, Hidden Colors 2: The Triumph of Melanin, foi lançado em 2012.
Em 2014, Nasheed lançou Hidden Colors 3, e Hidden Colors 4 foi lançado em junho de 2016.

### Longa-metragens
Em 2013, Nasheed lançou o filme de terror The Eugenist, dirigido por ele e cujo roteiro ele também escreveu.

## Filmografia
- Hidden Colors (2011)
- Hidden Colors 2 (2012)
- The Eugenist (2013)
- Hidden Colors 3 (2014)
- Hidden Colors 4 (2016)
- 1804: The Hidden History of Haiti (2017)